# Augustien Van Strydonck
Augustinus (Augustien) van Strydonck (Temse, 18 januari 1782 - aldaar, 22 juni 1837) was een Belgisch rentenier en politicus.

## Levensloop
Hij was rentenier en gehuwd met Sophie Boodts.
Van Strydonck was van 1814 tot 1825 burgemeester van de gemeente Temse. In 1830 werd hij opnieuw aangesteld als burgemeester ter vervanging van de orangist Van den Broeck, een functie die hij uitoefende tot aan zijn dood. Tevens was hij Oost-Vlaams provincieraadslid. In de hoedanigheid van burgemeester werd hij opgevolgd door Jean Eduard De Coninck.